# Psoraleococcus foochowensis
Psoraleococcus foochowensis är en insektsart som först beskrevs av Takahashi 1936.  Psoraleococcus foochowensis ingår i släktet Psoraleococcus och familjen Lecanodiaspididae. Inga underarter finns listade i Catalogue of Life.